# Saint-Savournin
Saint-Savournin ist eine französische Gemeinde mit 3449 Einwohnern (Stand 1. Januar 2022) im Département Bouches-du-Rhône in der Region Provence-Alpes-Côte d’Azur.

## Geografie
Die Gemeinde liegt 28 Kilometer nordöstlich von Marseille und zwischen Gardanne und Aubagne. Zu Saint-Savournin gehört der Ortsteil La Valentine. Nachbargemeinden sind Cadolive (zwei Kilometer entfernt), Mimet (drei Kilometer) und Gréasque (vier Kilometer).

## Geschichte
In der Zeit vom 8. bis 10. Jahrhundert wurde das Dorf häufig durch die Sarazenen angegriffen und geplündert. Im 15. und 16. Jahrhundert kamen viele Einwanderer aus der italienischen Region Piemont. Vor allem Wein und Oliven wurden angebaut, doch auch die Viehzucht war bedeutend.
Im Mai 1789 wurden, vor Einberufung der Generalräte, Beschwerdehefte in den Dörfern erstellt. Während der Revolution kam es nicht zu blutigen Auseinandersetzungen.

### Burg
Zwischen 1045 und 1138 wurde eine Burg auf der Chaîne de l’Étoile erbaut. Ein Turm ist noch heute erhalten. Die Burg wurde jedoch abgerissen und die Herren des Dorfes zogen in ein großes Landhaus in der Ebene.

### Religion
In den Jahren von 768 bis 923 entstand die erste Kirche des Ortes. 1659 bekam die Gemeinde auf Anweisung des Erzbischofs von Aix-en-Provence einen eigenen Friedhof. 1683 wurde an der Stelle der ersten Kirche die zweite Kirche gebaut, 1865 wurde sie abgerissen. 1803 wurde die Gemeinde gebildet. Die dritte Kirche wurde 1851 gebaut und 1853 geweiht. 1873 wurden in ihr Gemälde vom Martyrium des heiligen Saturninus angebracht. 1942 wurde die Kirche Opfer einer Flut infolge eines Sturms. 1963 wurde der Abriss der Kirche beschlossen. 1991 begann der Bau der vierten Kirche.

## Sehenswürdigkeiten
- Kirche Saint-Saturnin
- Kapelle Saint-Jean-Bosco im Ortsteil la Valentine

## Demografie

### Bevölkerungsentwicklung
| Jahr      | 1962 | 1968 | 1975 | 1982 | 1990 | 1999 | 2008 | 2016 |
| Einwohner | 1184 | 1120 | 1140 | 1589 | 2093 | 2556 | 3095 | 3338 |

### Altersstruktur
26,3 Prozent der Bevölkerung sind 19 Jahre alt oder jünger. 6,6 Prozent der Bevölkerung sind 75 Jahre alt oder älter.